# Énemond Massé
Pour l’article homonyme, voir Massé.
Énemond Massé, né le 3 août 1575 à Lyon et mort le 12 mai 1646 à Sillery est un prêtre jésuite français, parmi les premiers envoyés comme missionnaires en Acadie.

## Biographie
Massé entre à l’âge de vingt ans dans la Compagnie de Jésus. Ordonné prêtre en 1602, il est donné comme compagnon à Pierre Cotton, confesseur et prédicateur du roi Henri IV. Mais le zèle des missions extérieures lui fait préférer les grandes forêts outre-atlantique à l’air de la cour. Il insiste tant qu’enfin, il est envoyé en Acadie avec Pierre Biard.
Ces deux pères s’embarquent à Dieppe et arrivent à Port-Royal le 22 mai 1611. Ils ont beaucoup à souffrir dans ce nouveau monde de la part de ceux qu’ils doivent protéger. Ils sont emprisonnés et calomniés par ceux-là mêmes auxquels ils se consacraient. 
S’étant écartés de leur habitation, ils tombent entre les mains d’un pirate anglais qui les faits prisonniers. Le navire est forcé d’entrer dans un port catholique et, considéré comme écumeur de mer, il est fouillé. Une seule parole des deux prisonniers eût fait saisir le vaisseau et pendre tous les nautoniers. Non seulement ils ne disent mot, mais se cachent si bien qu’ils ne sont pas même aperçus. Les protestants, voyant cette action, s’écrient tout haut qu’ils auraient fait un grand crime de tuer ces deux innocents, comme ils en avaient l’intention avant que la tempête les eut jetés dans le port habité par des catholiques.
Reconduit en France, Massé ne souhaite que revenir en Acadie. Il est de nouveau à Québec le 19 juin 1625 mais la prise de cette place en 1629 le fait de nouveau repasser en France. C’est alors qu’il promet solennellement de faire tous ses efforts pour recourir en la croix de la Nouvelle-France. 
Son vœu est exaucé. Massé revient dans son pays adoptif en 1633, où il travaille pendant encore 13 ans. À sa mort à la résidence de Saint-Joseph-de-Sillery, à l’âge de soixante-douze ans, il y est inhumé. 